# ساندي روبرتسون
ساندي روبرتسون (بالإنجليزية: Sandy Robertson)‏ (26 أبريل 1971 بإدنبرة في المملكة المتحدة - ) هو لاعب كرة قدم بريطاني في مركز الوسط. شارك مع منتخب اسكتلندا تحت 21 سنة لكرة القدم. أما مع النوادي، فقد لعب مع دندي يونايتد وريث روفرز وكوفنتري سيتي ونادي إنفرنيس ونادي رينجرز وFalcons 2000 SC ‏ ونادي أردريونيانز وبيرويك راينجرز وPerth RedStar FC ‏ ونادي كاودينبيث لكرة القدم ونادي ليفينغستون لكرة القدم ونادي كلايدبانك ‏.

## وصلات خارجية
- ساندي روبرتسون على موقع قاعدة بيانات كرة القدم.إي يو (الإنجليزية)
- ساندي روبرتسون على موقع Soccerbase.com (لاعب) (الإنجليزية)
- ساندي روبرتسون على موقع عالم كرة القدم.نت (الإنجليزية)